# Фішен-ім-Альгой
Фішен-ім-Альгой (нім. Fischen im Allgäu) — громада в Німеччині, знаходиться в землі Баварія. Підпорядковується адміністративному округу Швабія. Входить до складу району Оберальгой. Складова частина об'єднання громад Гернергруппе.
Площа — 13,60 км2. Населення становить 3211 ос. (станом на 31 грудня 2020).

## Галерея

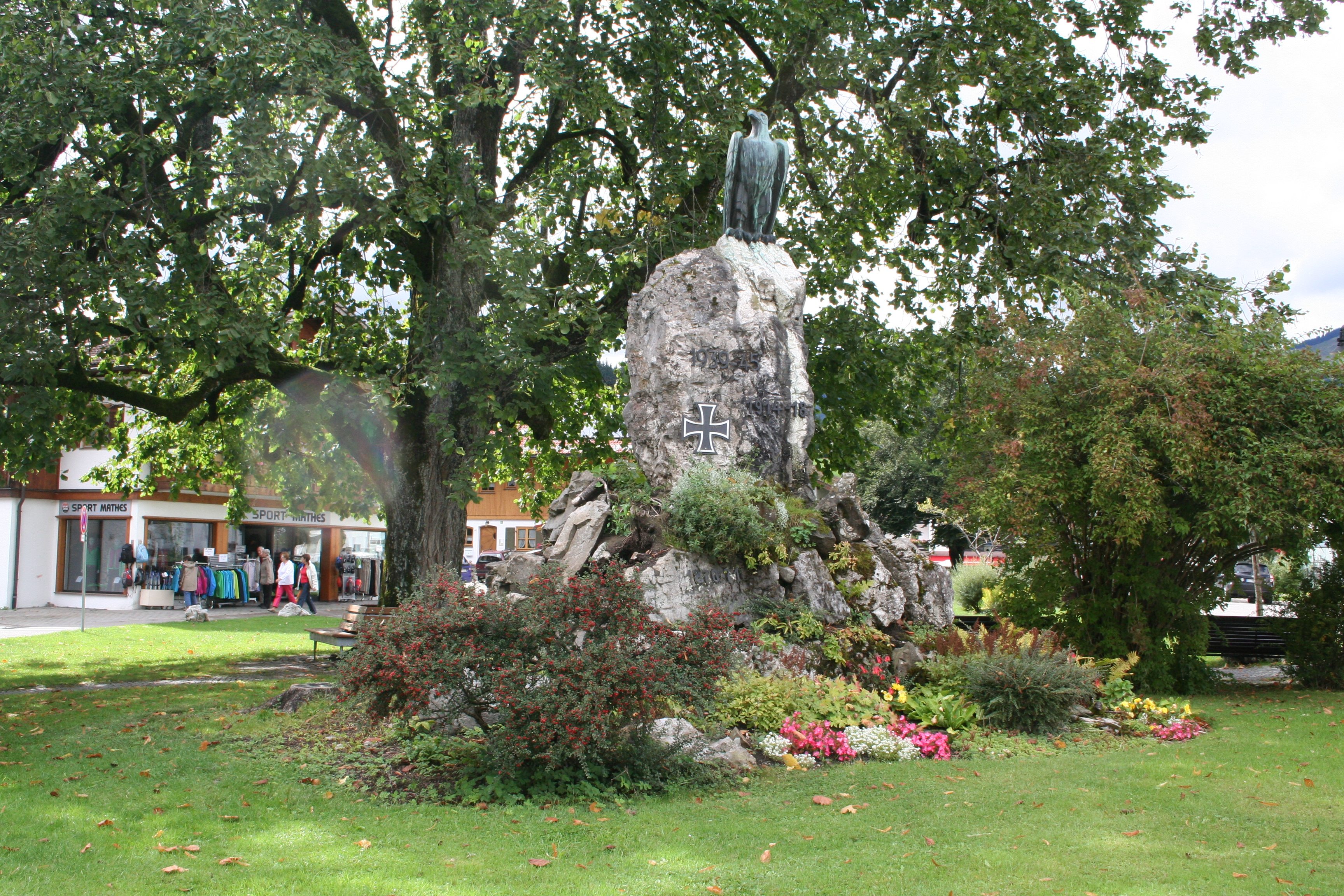
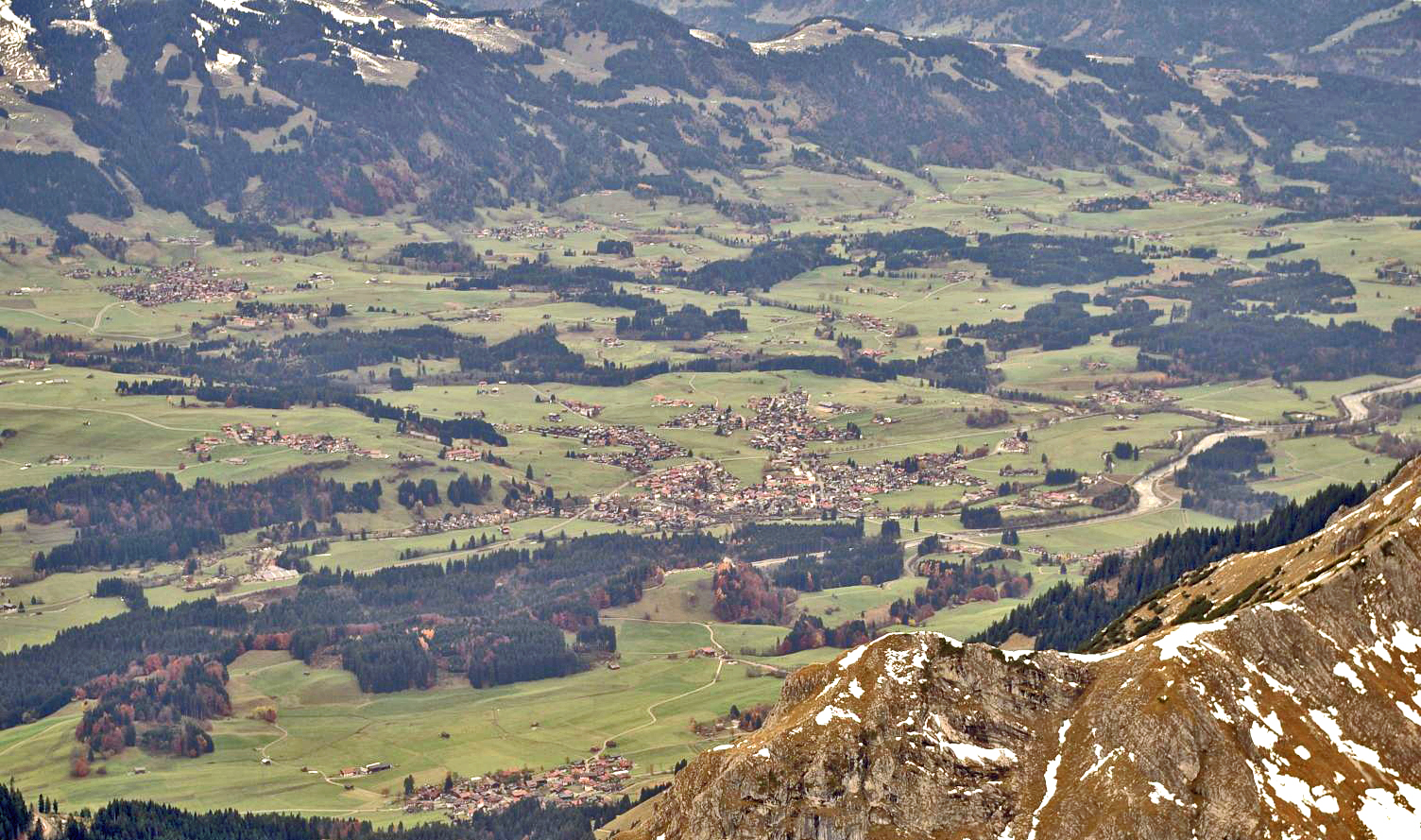
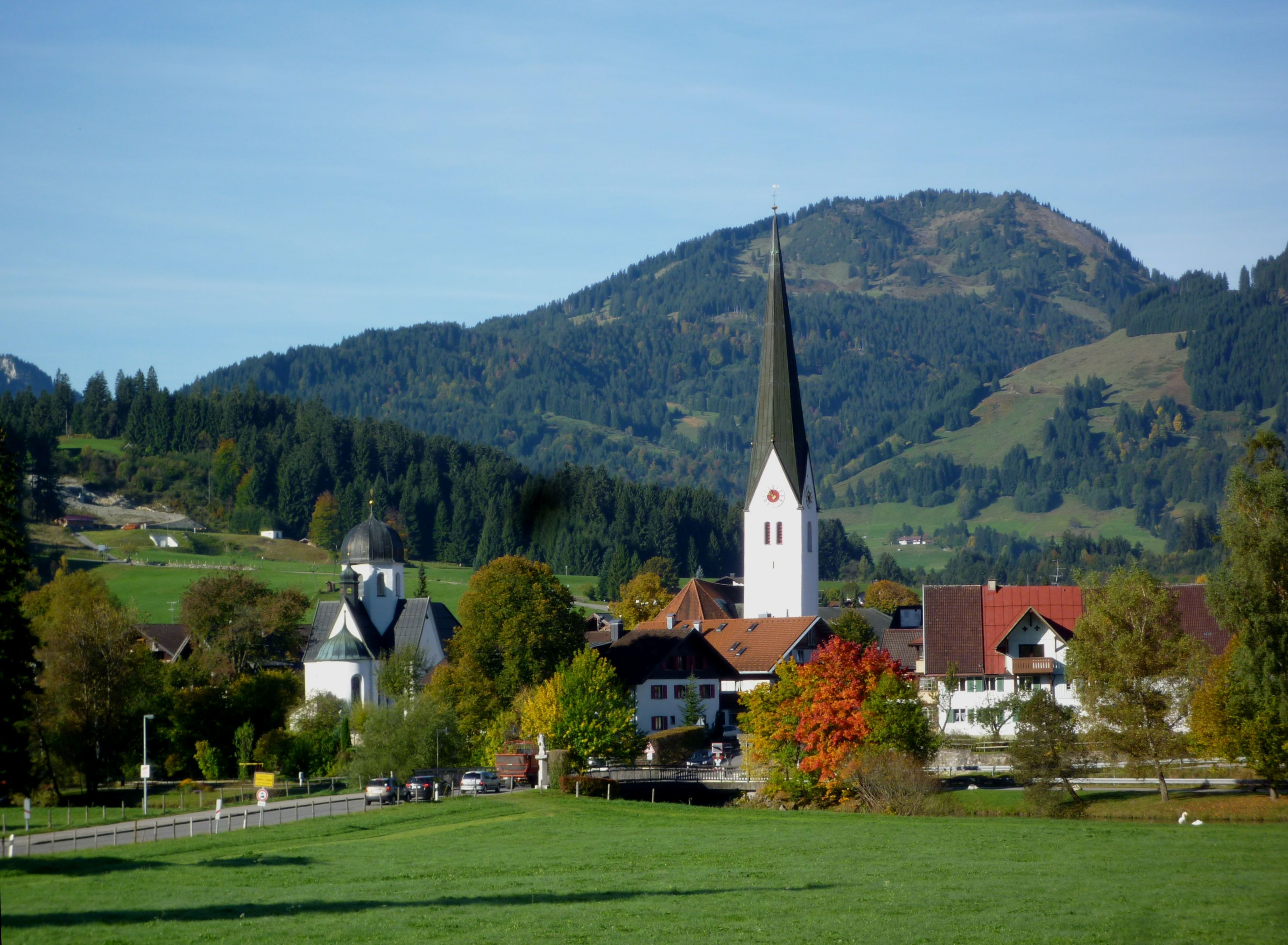